# Hadley Hinds
Hadley Hinds, född 16 september 1946, död 6 maj 2023, var en friidrottare från Barbados. Han deltog vid olympiska sommarspelen 1968.